# Park Rapids, Minnesota
Park Rapids là một thành phố thuộc quận Hubbard, tiểu bang Minnesota, Hoa Kỳ. Năm 2010, dân số của thành phố này là 3709 người.

## Dân số
- Dân số năm 2000: 3276 người.
- Dân số năm 2010: 3709 người.